# جیک باگ
جیک باگ (انگلیسی: Jake Bugg؛ زاده ۲۸ فوریه ۱۹۹۴) با نام اصلی جیک ادوین چارلز کندی (به انگلیسی: Jake Edwin Charles Kennedy) خواننده و موسیقی‌دان اهل بریتانیا است. وی با انتشار اولین آلبوم خود با نام جیک باگ در اکتبر ۲۰۱۲ در چارت آلبوم‌های بریتانیا به رتبه یک رسید. بعدتر وی دو آلبوم با نام‌های شانگری لا و خودم به تنهایی منتشر کرد.